# Elzo
Elzo Aloísio Coelho (ur. 22 stycznia 1961) – brazylijski piłkarz. Grał na Mistrzostwach Świata w Piłce Nożnej 1986 w Meksyku. Grał w takich klubach jak: Ginásio Pinhalense, Internacional Limeira, SC Internacional, Clube Atlético Mineiro, SL Benfica, SE Palmeiras, AE Catuense i AA Caldense.